# Gata-lixa
Gata-lixa (Centrophorus lusitanicus) é uma espécie de tubarão de águas profundas.
Vivem a profundidades de 300 a 1400 metros. São ovovivíparos, dando à luz até seis crias.
Alimentam-se de outras espécies de tubarões, caranguejos e lagostas.

## Outras denominações
- Barroso (Cabo Verde)
- Lixa (Cabo Verde)
- Lixa-de-lei (Cabo Verde)
- Quelme (Cabo Verde)
- Lixa lusitânica (Moçambique)